# Heimersdorf (Haut-Rhin)
Heimersdorf ist eine französische Gemeinde mit 651 Einwohnern (Stand 1. Januar 2022) im Département Haut-Rhin der Region Grand Est (bis 2015 Elsass). Sie gehört zum Arrondissement Altkirch, zum Kanton Altkirch und zum Gemeindeverband Sundgau.

## Geografie
Die Gemeinde Heimersdorf liegt im Sundgau, acht Kilometer südlich von Altkirch.
Nachbargemeinden von Heimersdorf sind Hirsingue im Norden, Ruederbach im Osten, Bisel im Süden sowie Largitzen im Südwesten.

## Geologie
Heimersdorf liegt im lössbedeckten Sundgauer Tertiärhügelland im Bereich der unter der Lössdecke lagernden Sundgauschotter. Diese sind die Hinterlassenschaft einer einst (im Pliozän und Altpleistozän) über Doubs, Saône und Rhône zum Mittelmeer entwässernden Ur-Aare. Unter den die (oberen) Talhänge bildenden Sundgauschottern liegen die sandig-mergeligen Schichten der oligozänen Elsässer Molasse (Molasse alsacienne).

## Geschichte
Ältere Namensformen: Heinmerstorf, Emersdorf, Heimbsdorf. Heimersdorf kam 1276 an das Bistum Basel. Im 14. Jahrhundert gehörte es zum Besitz der Herren von Glère-Montjoie, die hier ein bis zum Dreißigjährigen Krieg bewohntes, in der Revolution spurlos abgegangenes Schloss besaßen. Vom 15. bis zum 17. Jahrhundert nannte sich eine Seitenlinie derer von Montjoie nach dem Dorf Montjoie-Heimersdorf. Der Ort kam im 13. Jahrhundert vom Kloster Murbach an dessen Schirmvögte, die Habsburger, und gelangte 1648 mit dem ganzen habsburgischen Besitz im Elsass an die französische Krone. Von 1871 bis 1918 gehörte Heimersdorf zum Reichland Elsass-Lothringen. 

## Bevölkerungsentwicklung
| Jahr      | 1962 | 1968 | 1975 | 1982 | 1990 | 1999 | 2007 | 2014 | 2020 |
| --------- | ---- | ---- | ---- | ---- | ---- | ---- | ---- | ---- | ---- |
| Einwohner | 431  | 463  | 463  | 477  | 573  | 627  | 652  | 651  | 659  |

## Sehenswürdigkeiten

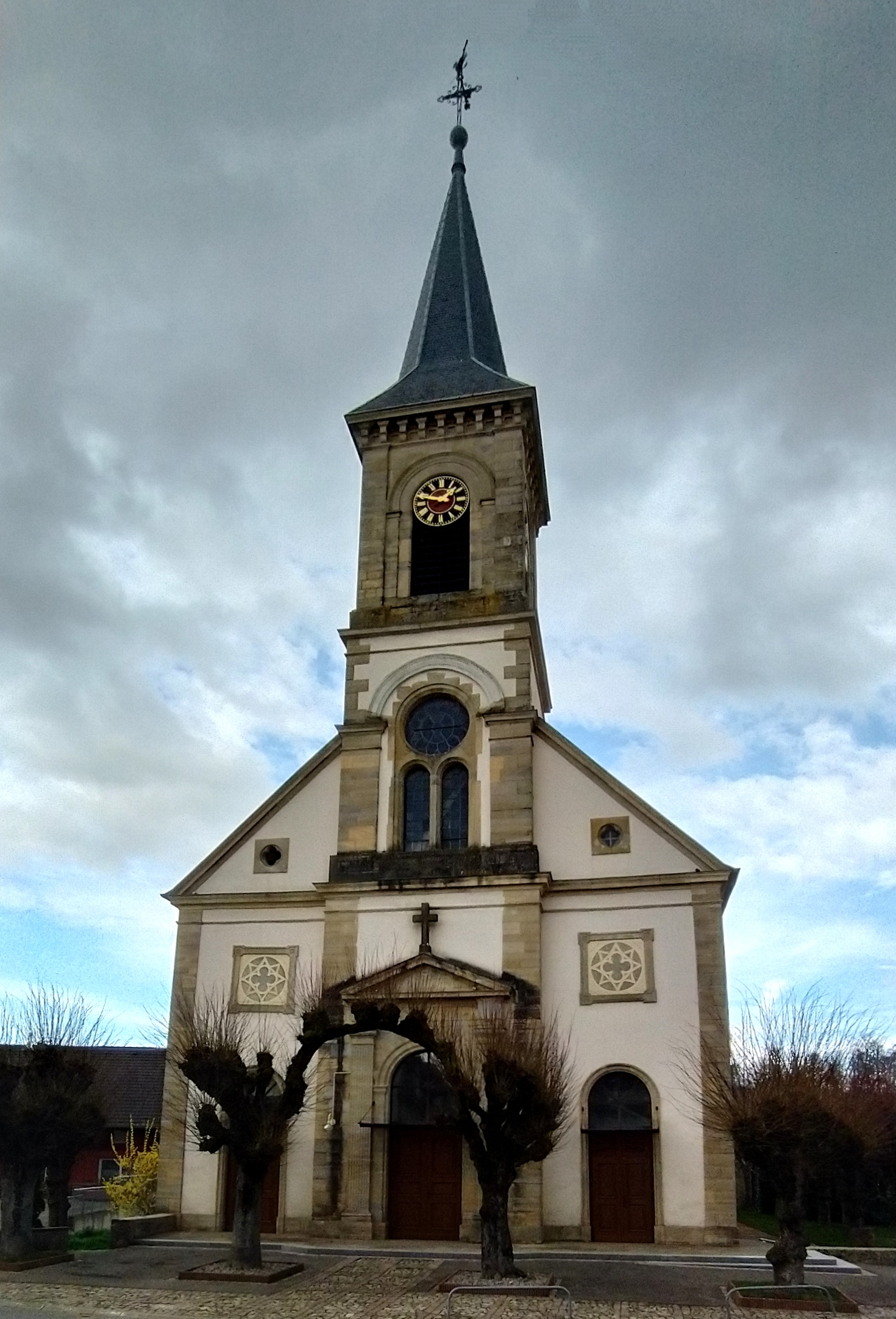
Heimersdorf, Pfarrkirche, geweiht 1860

- Heimersdorf, Pfarrkirche, geweiht 1860Kirche St. Peter und Paul, ein Bauwerk des Zweiten Kaiserreichs, geweiht 1860. Aufwändig in historisierenden Formen gestaltete Westturmfassade. Innenraum noch spätklassizistisch. Rinckenbach-Orgel.
- Eine Ottilienkapelle wird schon 1302 erwähnt. Damals schon Wallfahrtsstätte nahe der bei Augenleiden aufgesuchten Quelle. Die einst die Wände schmückenden Ex-Voto-Bilder sind heute nicht mehr vorhanden.

Beachtenswerte Fachwerkbauten: Das Haus Rue de Feldbach Nr. 6 noch in der altertümlichen Ständerbauweise. Das ganz unregelmäßige, weitabständige Fachwerk, die kleinen Fenster, die traufwandhohen Wandständer und Langstreben sprechen für ein höheres Alter. Wohl im 17. Jahrhundert, möglicherweise noch vor dem Dreißigjährigen Krieg entstanden. (Denkbar allerdings auch eine spätere Entstehung in retardierten traditionellen Formen.) Ebenso altertümlich das Haus Nr. 1 in der Rue de Sainte-Odile. - Das Haus Nr. 4 an der Rue de Feldbach von 1777 in Stockwerkbauweise mit sehr dekorativ gestaltetem auf Symmetrie bedachtem Fachwerk der Giebelseite. Ganz ähnlich das Haus Nr. 2 an der Rue Raoul-Lang. - Die Häuser Rue Principale 14 und 17 haben das sehr regelmäßige, engmaschige und symmetrische Fachwerk des 19. Jahrhunderts.

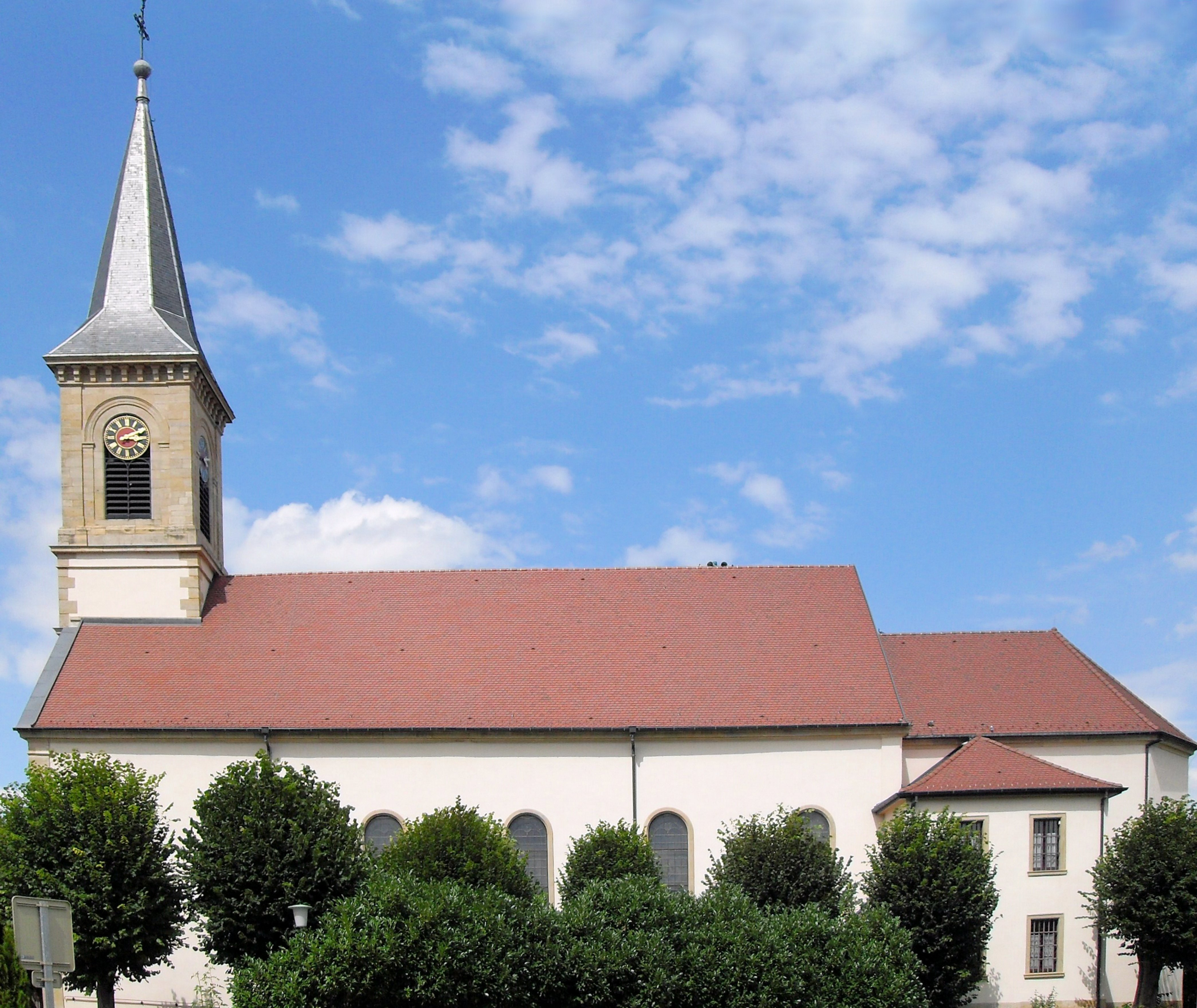
St. Peter und Paul, Südseite
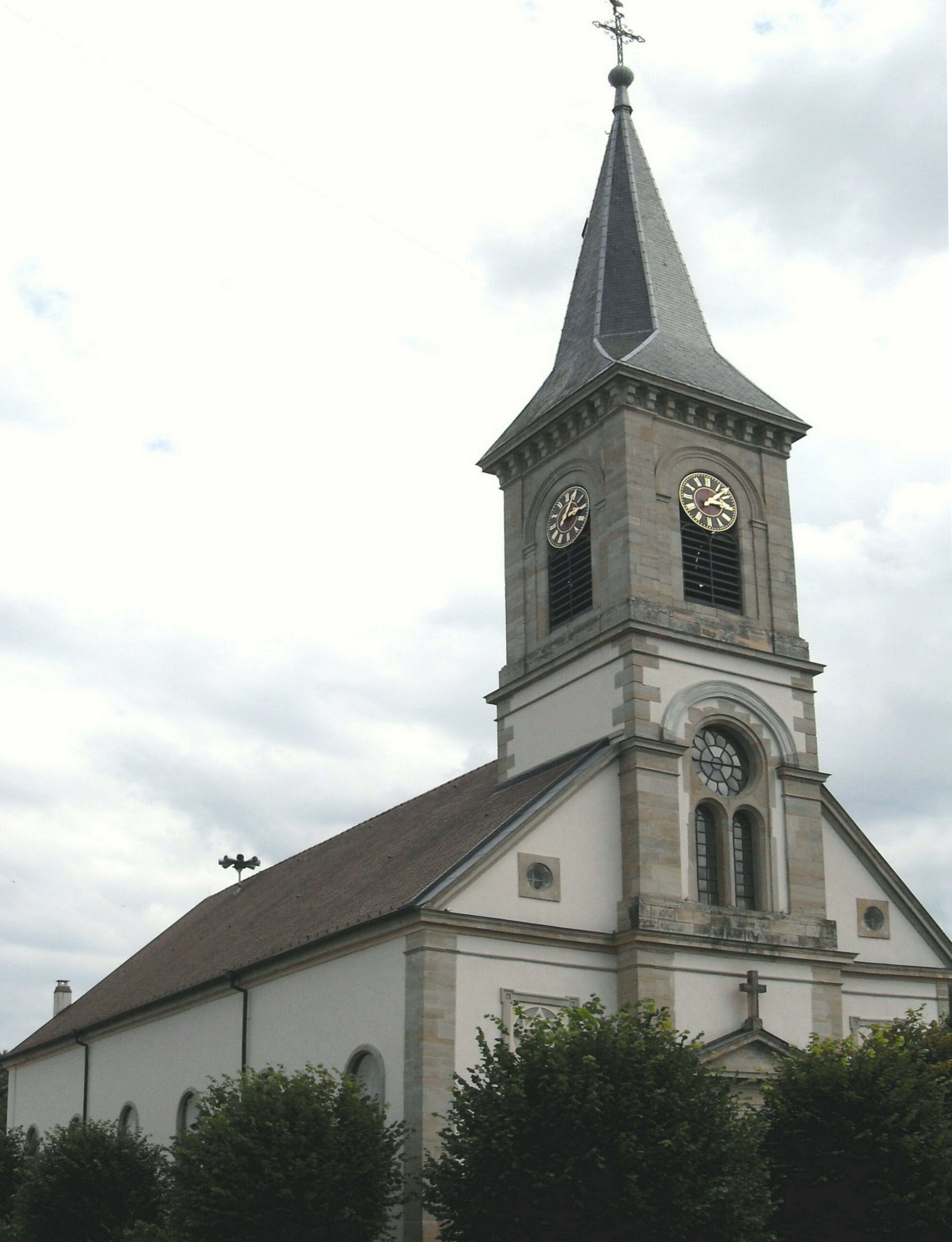
St. Peter und Paul, Westseite
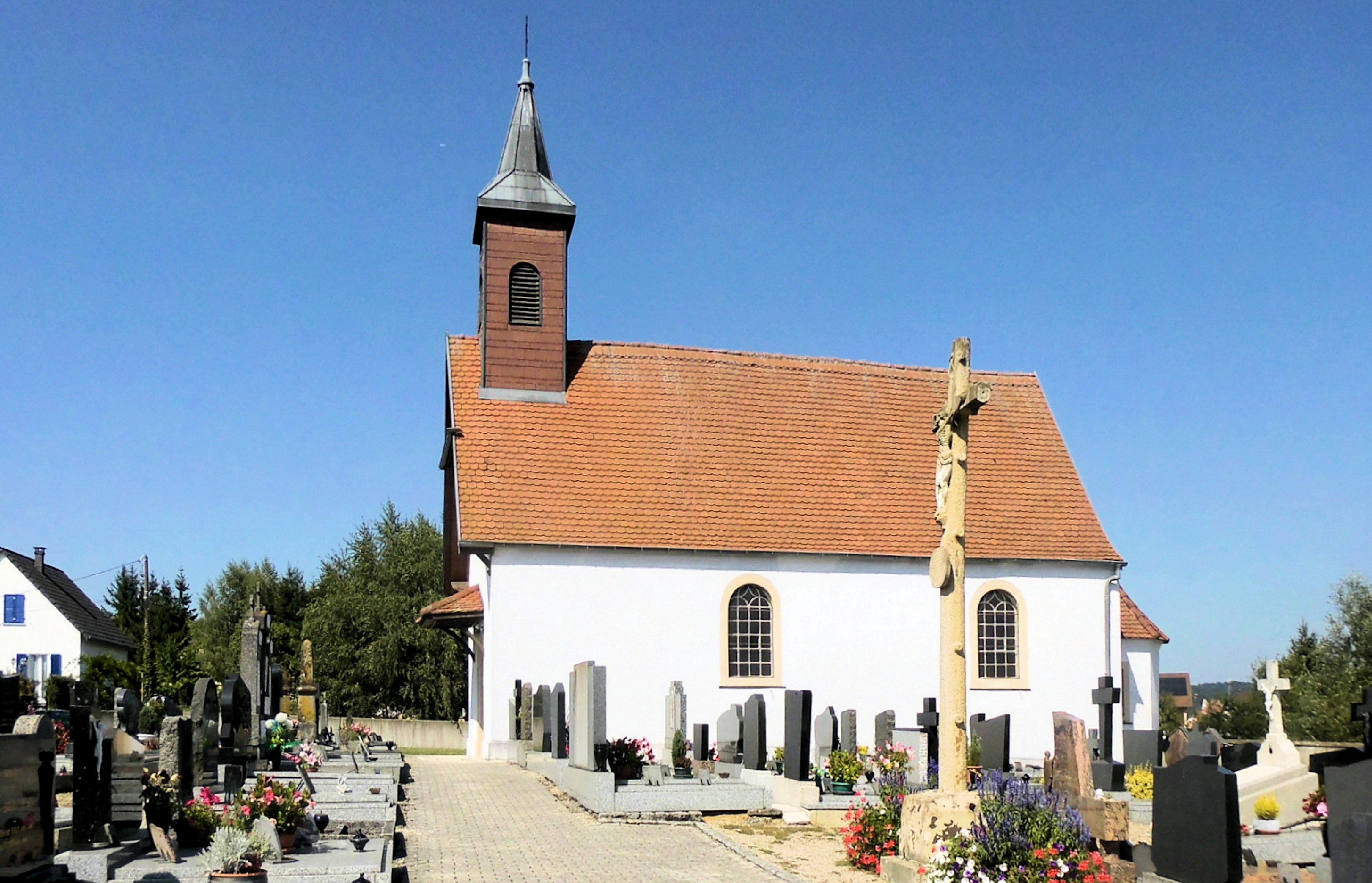
Kapelle St. Odilia